# Cross Over
「Cross Over」（クロス・オーバー）は、9nineの5枚目のシングル。2010年12月1日にSME Recordsから発売された。

## 概要
2010年第2弾・リニューアル第1弾シングル。「Show TIME」以来2年ぶりとなる表題曲のタイアップ付きで、グループ初となるテレビアニメ主題歌。「通常盤」のほか、ミュージック・ビデオを収録したDVDと2枚組の「初回生産限定盤」、タイアップ作品『STAR DRIVER 輝きのタクト』とのコラボジャケットが描かれた「期間限定生産盤」の3形態で発売された。

## 収録曲
1. 「Cross Over」 – 4:47
作詞：前澤希 / 作曲：古川貴浩 / 編曲：釣俊輔
2. 「マテリアルワールド」 – 4:52
作詞：Sai / 作曲・編曲：大川カズト
3. 「119」 – 4:02
作詞：高木洋一郎 / 作曲・編曲：田中類

DVD（初回生産限定盤のみ）
「Cross Over（Music Video）」
- 監督：UGICHIN / 振付：Junko☆

## タイアップ
| 曲名       | タイアップ                                                     |
| ---------- | -------------------------------------------------------------- |
| Cross Over | テレビアニメ『STAR DRIVER 輝きのタクト』前期エンディングテーマ |